# Aleksander Gierymski
Ignacy Aleksander Gierymski – (30 de enero de 1850 en Varsovia – fecha exacta desconocida: entre 6 de marzo de 1901 y 8 de marzo de 1901 en Roma) – fue un pintor polaco, representante del realismo, precursor del impresionismo polaco, luminista, dibujante, hermano menor de Maksymilian Gierymski.

## Biografía
En Varsovia en el 1867 Aleksander Gierymski gradua de la escuela secundaria y el mismo año empieza estudios en la Clase de Dibujo de la Academia de Bellas Artes de Varsovia. En los años 1868 – 1872 estudia en la Academia de Bellas Artes de Múnich (a mediados de noviembre de 1868 presenta su candidatura a Antikenklasse: matriculación - el 14 de enero de 1869) graduándose con la medalla de oro. Recibe el premio por su tesis titulada El mercader de Venecia. En el 1869, junto con su hermano asiste al taller privado de Franz Adam. En aquel período trabaja como ilustrador para varias revistas de Varsovia ("Kłos" y "Tygodnik Ilustrowany", entre otras) y luego también para unas de Alemania y Austria. En los años 1873 – 1874 visita a Italia, principalmente Roma. Allí pinta sus dos cuadros famosos: Austeria Rzymska (Austeria Romana) y Gra w mora (Juego de la mora), que trae a Varsovia a principios del 1875 y expone en Galería Nacional de Arte Zachęta. Tanto el público como la crítica suscitan su interés por ambas obras.

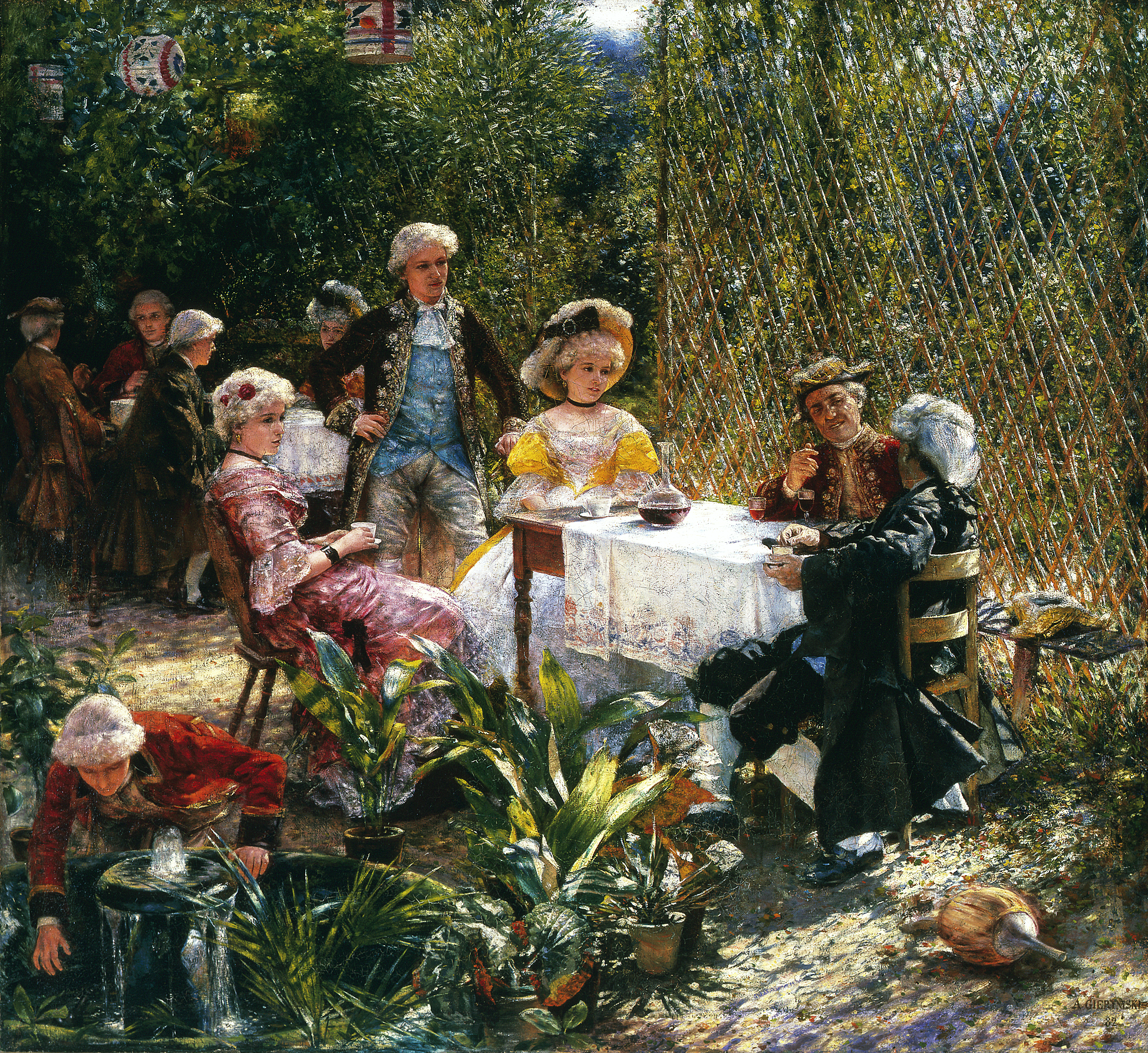
En el gazebo, 1882

Desde los finales del 1875 hasta 1879 Gierymski de nuevo reside en Roma. Trabaja para perfeccionar sus habilidades dedicando su tiempo al estudio de la pintura italiana. La obra W altanie (En el gazebo) pintada en este período anuncia la llegada del impresionismo y es fruto de largos estudios preparatorios (por ejemplo Cilindro en la mesa, El señor en el frac rojo, entre otros). El tema del cuadro – una reunión social en trajes del siglo XVII que tiene lugar en un gazebo, que el sol ilumina por detrás – le posibilita profundizar sus conocimientos de la interacción entre el color y la luz. Resolviendo este asunto Gierymski se acerca a los impresionistas franceses contemporanéos, a cuyas obras probablemente desconocía.
Los años 1879 – 1888, en los que Gierymski está en Varsovia, se consideran el mejor período de su creación artística.  En este tiempo colabora con el grupo de jóvenes escritores y pintores, relacionados con el positivismo y agrupados alrededor del diario "Wędrowiec".
Los cuadros que Gierymski crea durante su estancia en Varsovia (Mujer judía vendiendo naranjas, Puerta en el casco antiguo, Solec puerto, Trompetas, Areneros, entre otros) reflejan escenas de la vida cotidiana de los pobres habitantes de Powiśle y Starówka. El valor de la obra del período de Varsovia no era propiamente entendido por la sociedad polaca contemporánea. Debido a la falta de comprensión y aprecio por su obra así como la escasez de medios de subsistencia, en 1888 el artista decide abandonar Varsovia. Vive sobre todo en Alemania y Francia. El cambio del ambiente  le permite evolucionar como artista, de modo que empieza a pintar obras menos personales y se focaliza en el paisaje (las vistas del castillo Kufstein, Frangmento de Rotemburgo, los paisajes costeros).  Pinta numerosos nocturnos, que le dan la posibilidad de estudiar la luz artificial (nocturnos de Múnich, Ópera de Paris por la noche, Crepúsculo en el río Sena).
En los años 1893 – 1895 vuelve a su patria donde pretende obtener la cátedra de pintura en la Academia de Bellas Artes de Cracovia. La estancia le ocasiona el renovado interés por la vida humana - pinta el Ataúd de los campesinos.
Pasa sus últimos años de su vida en Italia. De este período proceden obras como: Wnętrze bazyliki San Marco w Wenecji (el Interior de la Basílica de San Marco en Venecia), Piazza del Popolo w Rzymie (Plaza del Popolo en Roma) o los Paisajes de Verona.
A pesar de que muriera en un hospital para enfermos mentales, es un artista quien dejó una obra única. Sus cuadros pertenecen al realismo parecido al de Courbet, el autor no evitaba temas de la vida cotidiana incluso de las clases más bajas - los llamados “mal nacidos”. Un buen ejemplo de ellos la Fiesta de las trompetas (pintada en 1884)

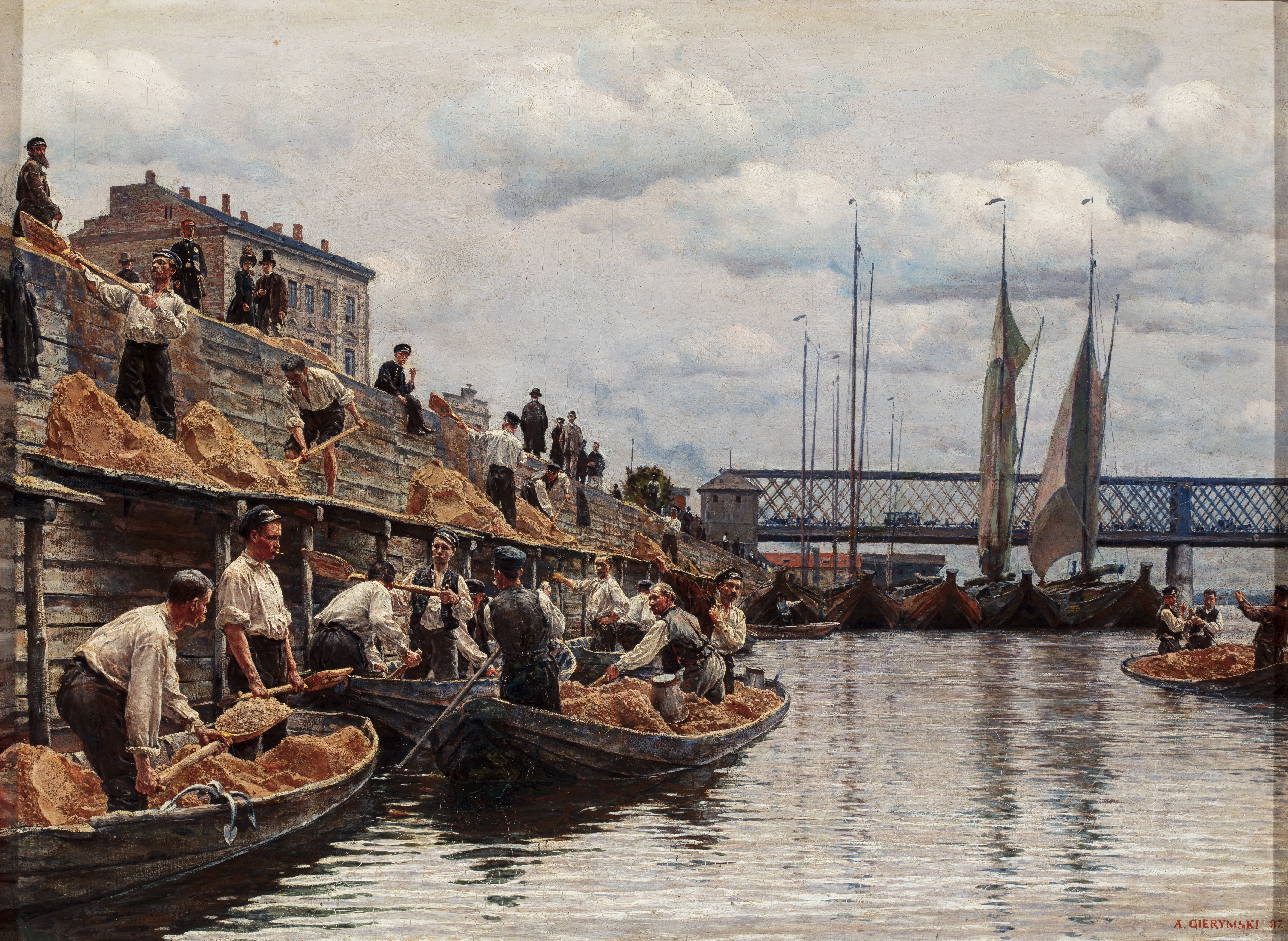
Areneros, 1887

Falleció probablemente entre 6 de marzo de 1901 y 8 de marzo de 1901 en Roma), en el hospital psiquiátrico en la Via Lungara. Fue enterrado el 9 de marzo de 1901 en el cementerio Campo Verano en Roma.

## Las mejores obras
- Mujer judía vendiendo fruta (1880)
- Mujer judía con limones (1881), Museo de Silesia en Katowice
- Mujer judía vendiendo naranjas (1881), Museo Nacional en Varsovia (robado en 1994, encontrado en Alemania en 2010 y recuperado en 2011)
- W altanie (En el gazebo) (1882), Museo Nacional en Varsovia
- Powiśle (1883), Museo Nacional en Cracovia, Galería del arte polaco del siglo XIX en Sukiennice
- Fiesta de las trompetas I (1884), Museo Nacional en Varsovia
- Areneros (Piaskarze) (1887), Museo Nacional en Varsovia
- Plaza Wittelsbach en Múnich (1890), Museo Nacional en Varsovia
- Calle por la noche (1890), Galería Municipal de Arte de Leópolis
- Wieczór nad Sekwaną (El atardecer en el río Sena) (1892-1893), Museo Nacional en Cracovia, Galería del arte polaco del siglo XIX en Sukiennice
- Ataúd de los campesinos (1894-1895), Museo Nacional en Varsovia
- Muchacho llevando un fajo (1895), Museo Nacional en Wroclaw
- Catedral de Amalfi (1897-1898), Museo Nacional en Kielce
- Jezioro o zachodzie słońca (El lago al atardecer) (1900), propiedad privada
- Pinie przy Villa Borghese w Rzymie (Los pinos de la Villa Borghese en Roma) (1900), Museo Nacional en Cracovia, Galería del arte polaco del siglo XIX en Sukiennice
- El mar (1901), Museo Nacional en Varsovia

## Galería

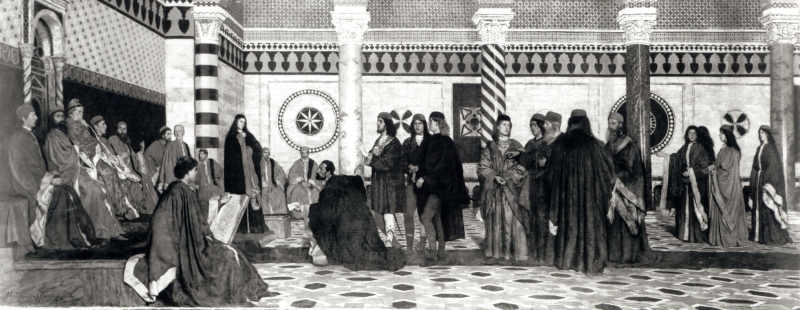
El mercader de Venecia (1873)
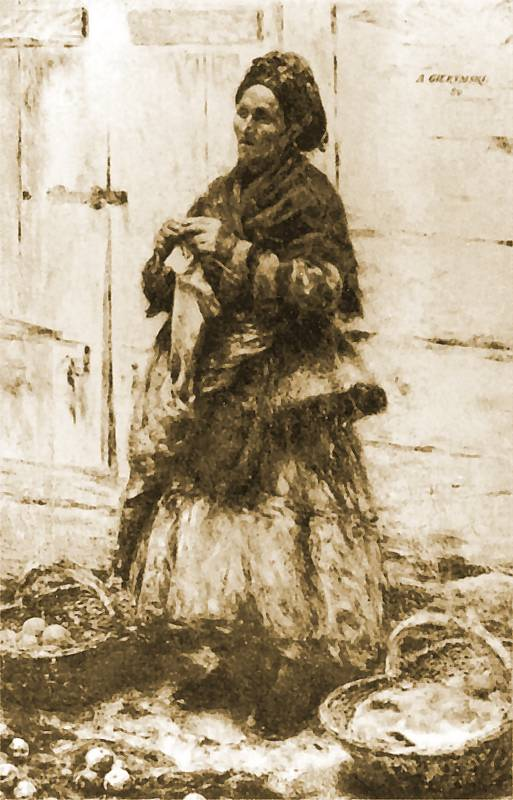
Mujer Judía vendiendo fruta (1880)
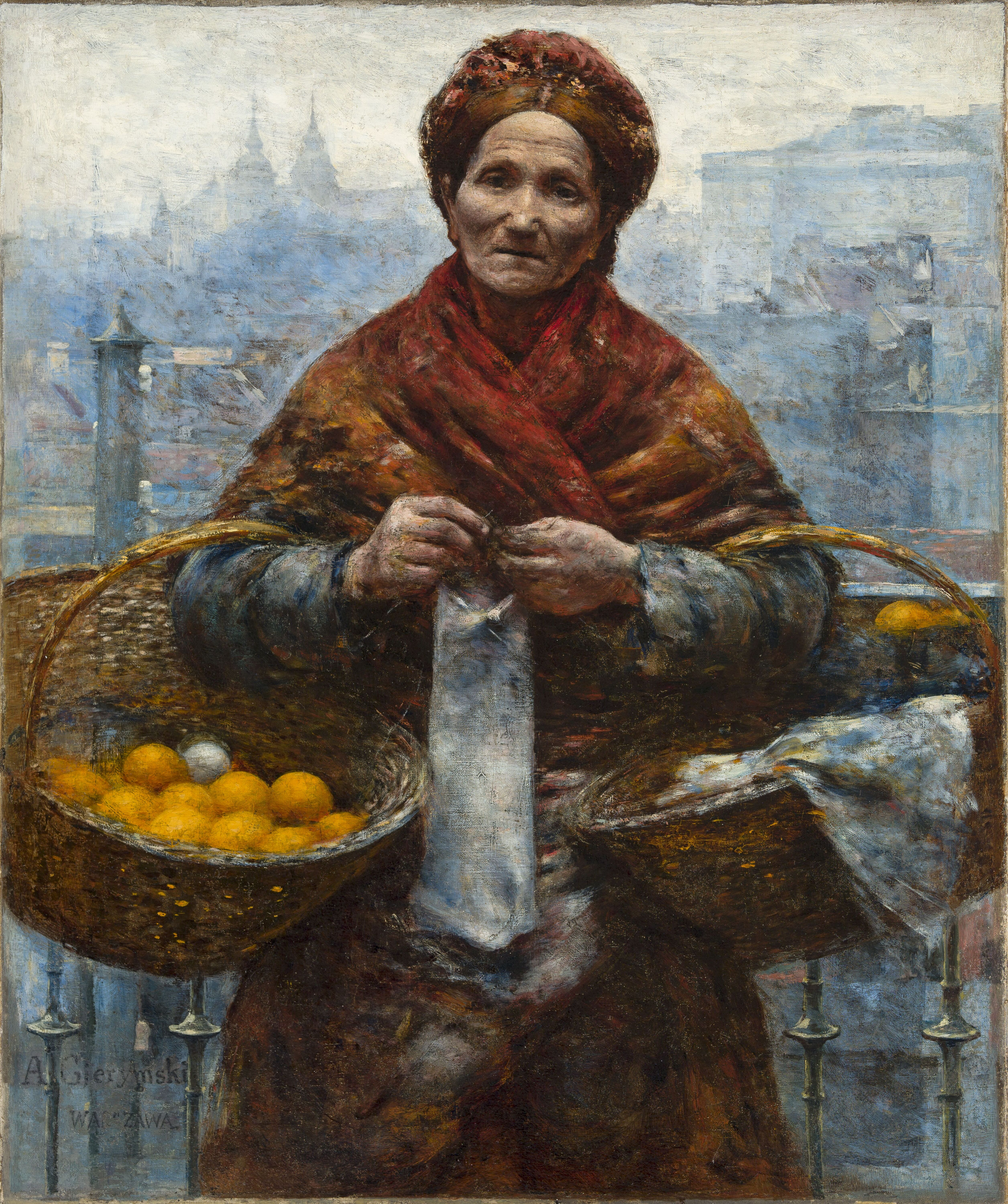
Mujer judía vendiendo naranjas (1881)
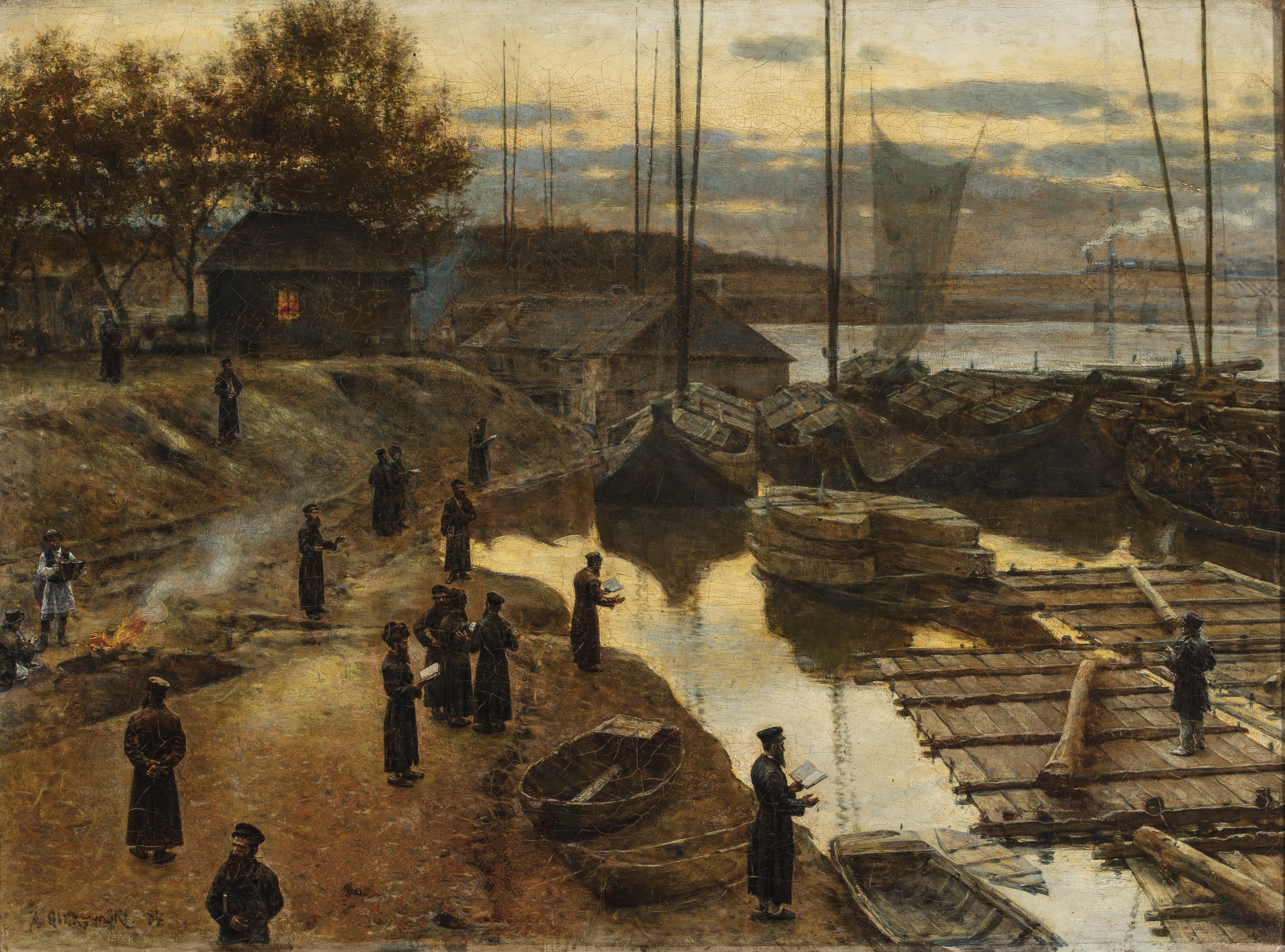
Fiesta de las trompetas I (1884)
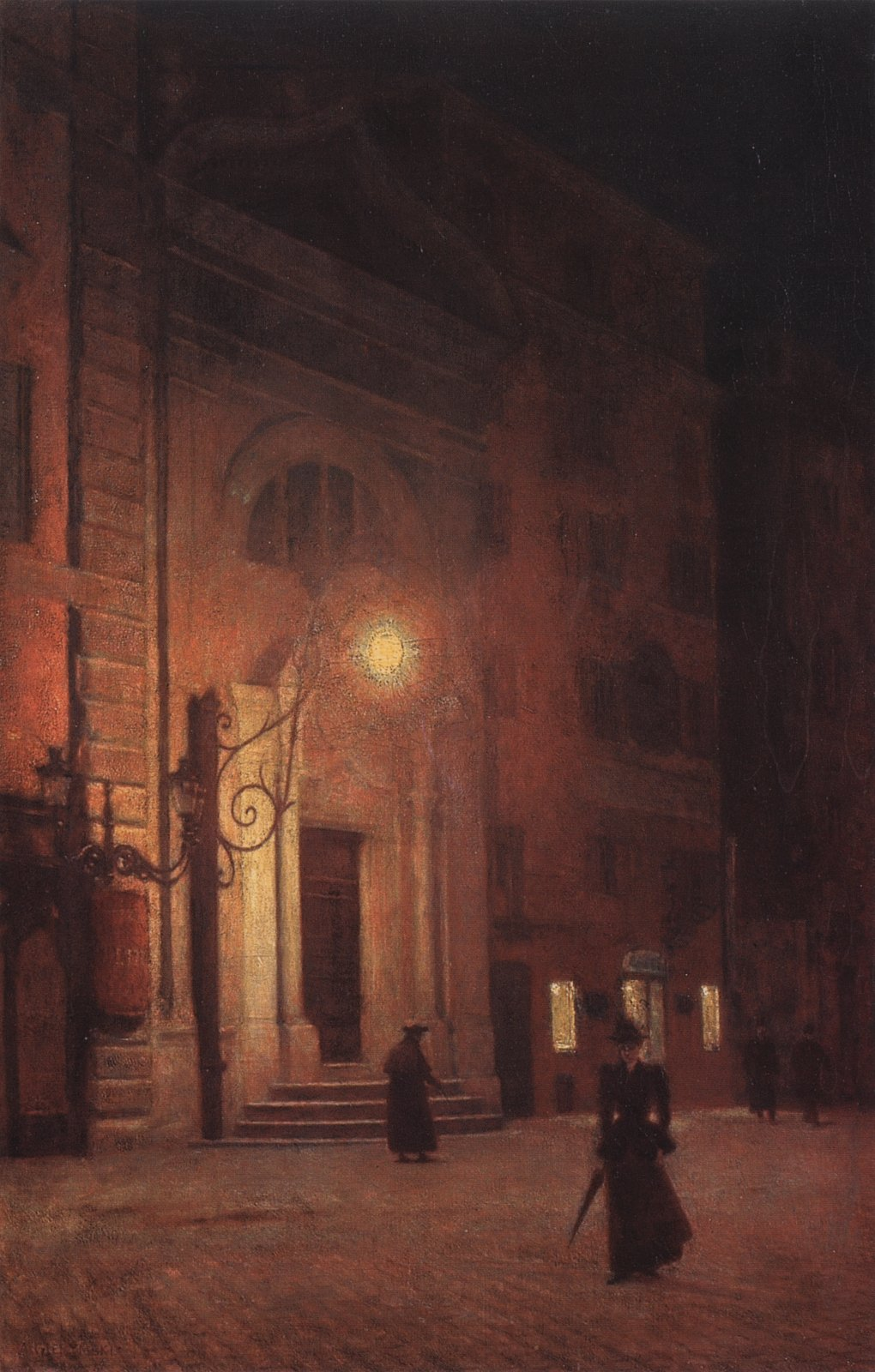
La calle por la noche (1890)
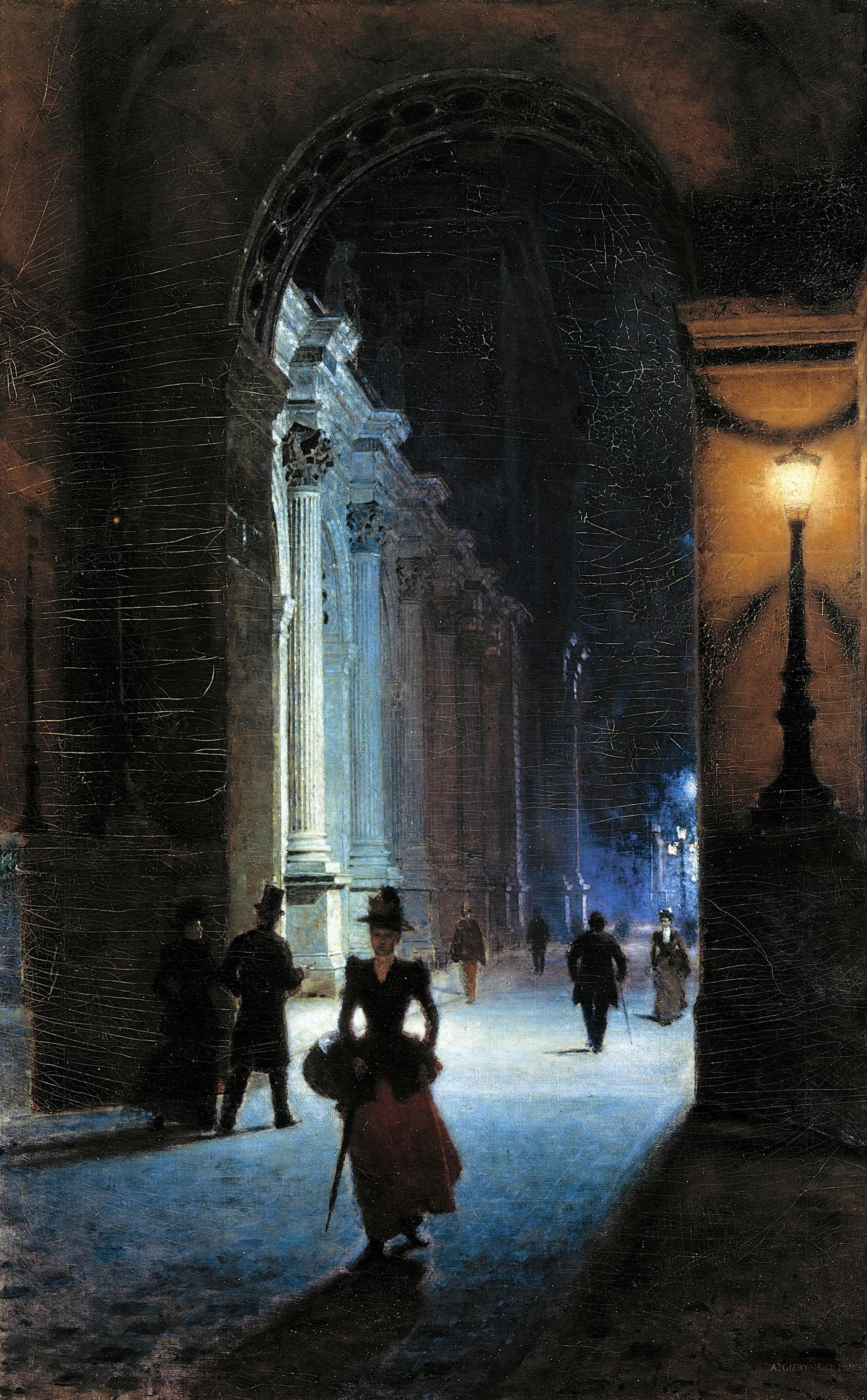
Louvre de noche (1890)
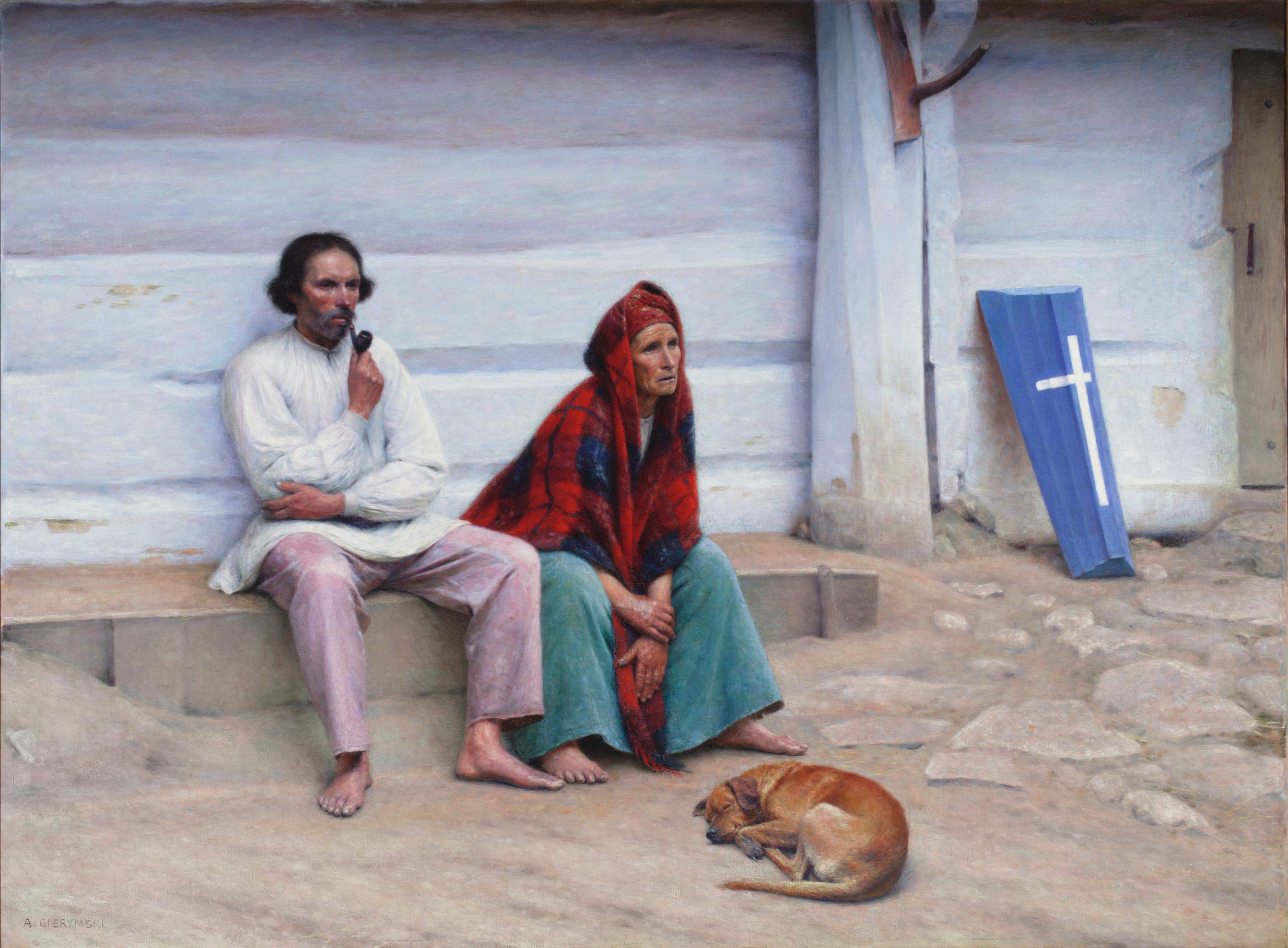
Ataúd de los campesinos (1894 -1895)
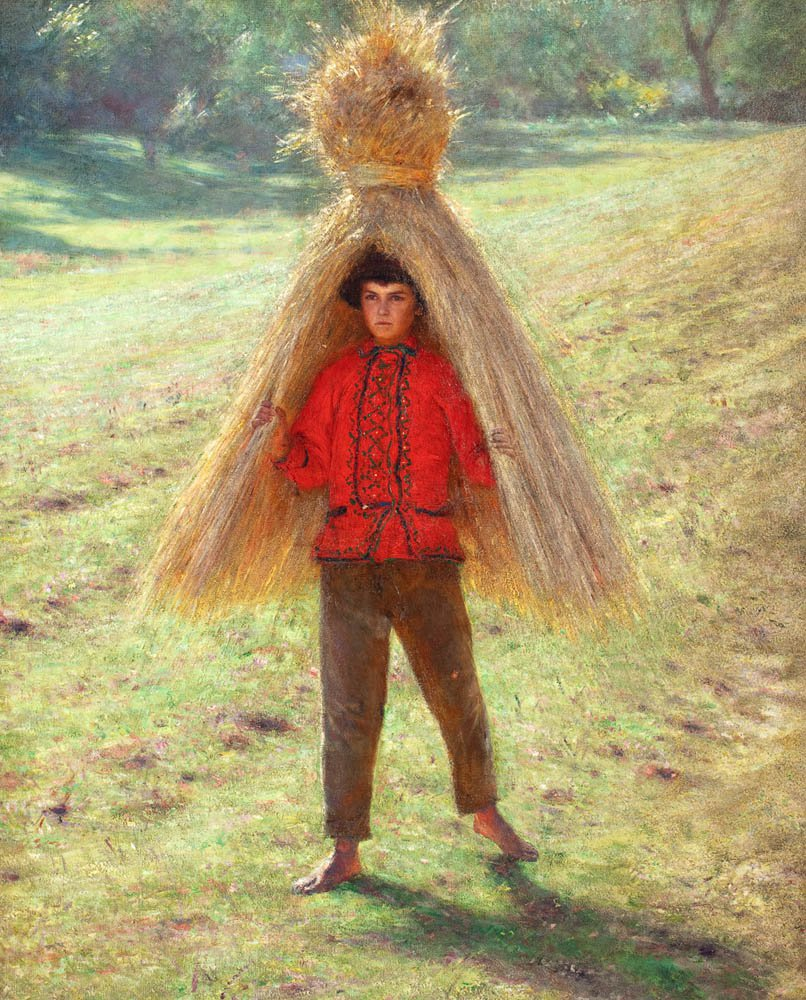
Muchacho llevando un fajo (1895)
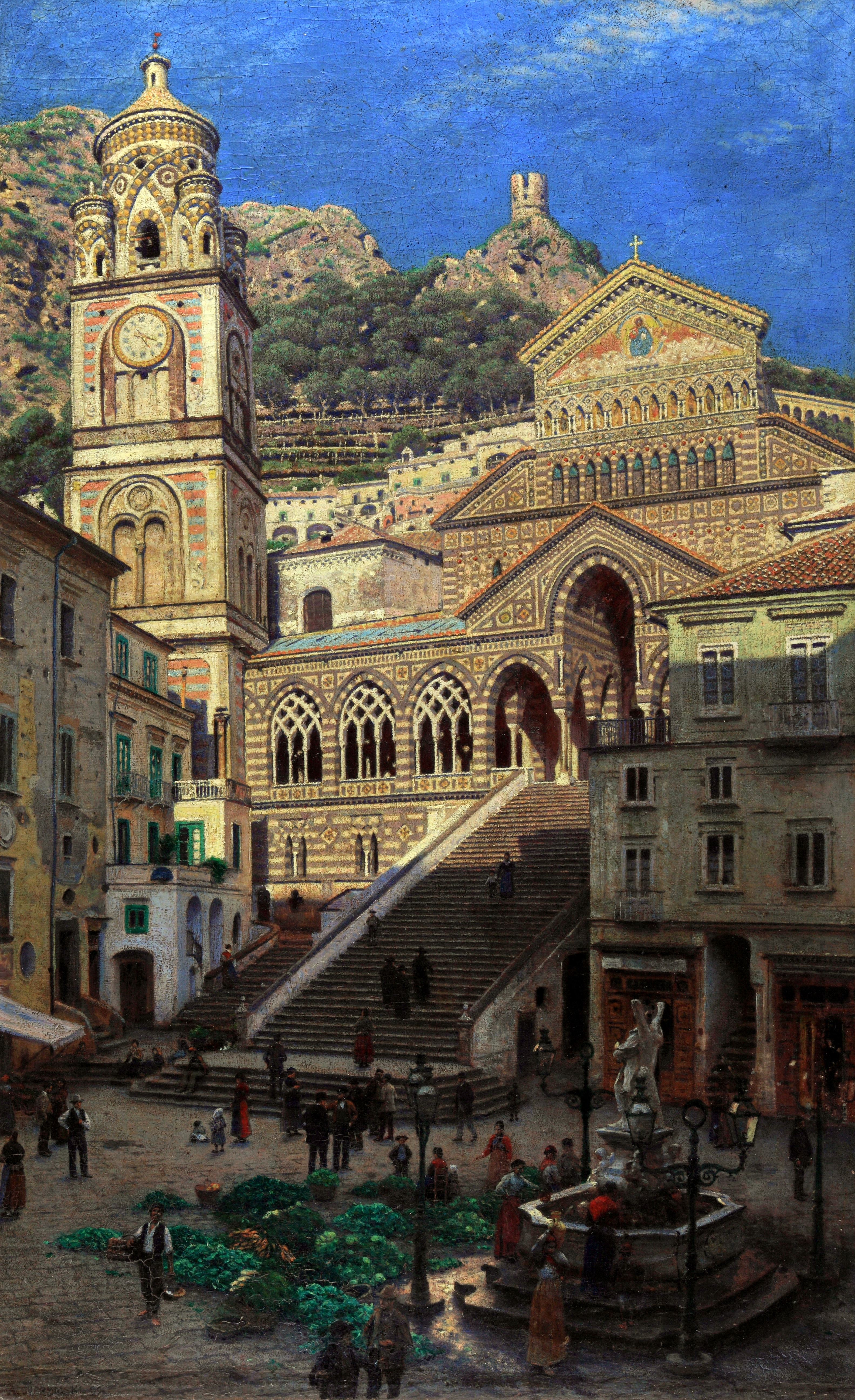
Catedral de Amalfi (1897-1898)
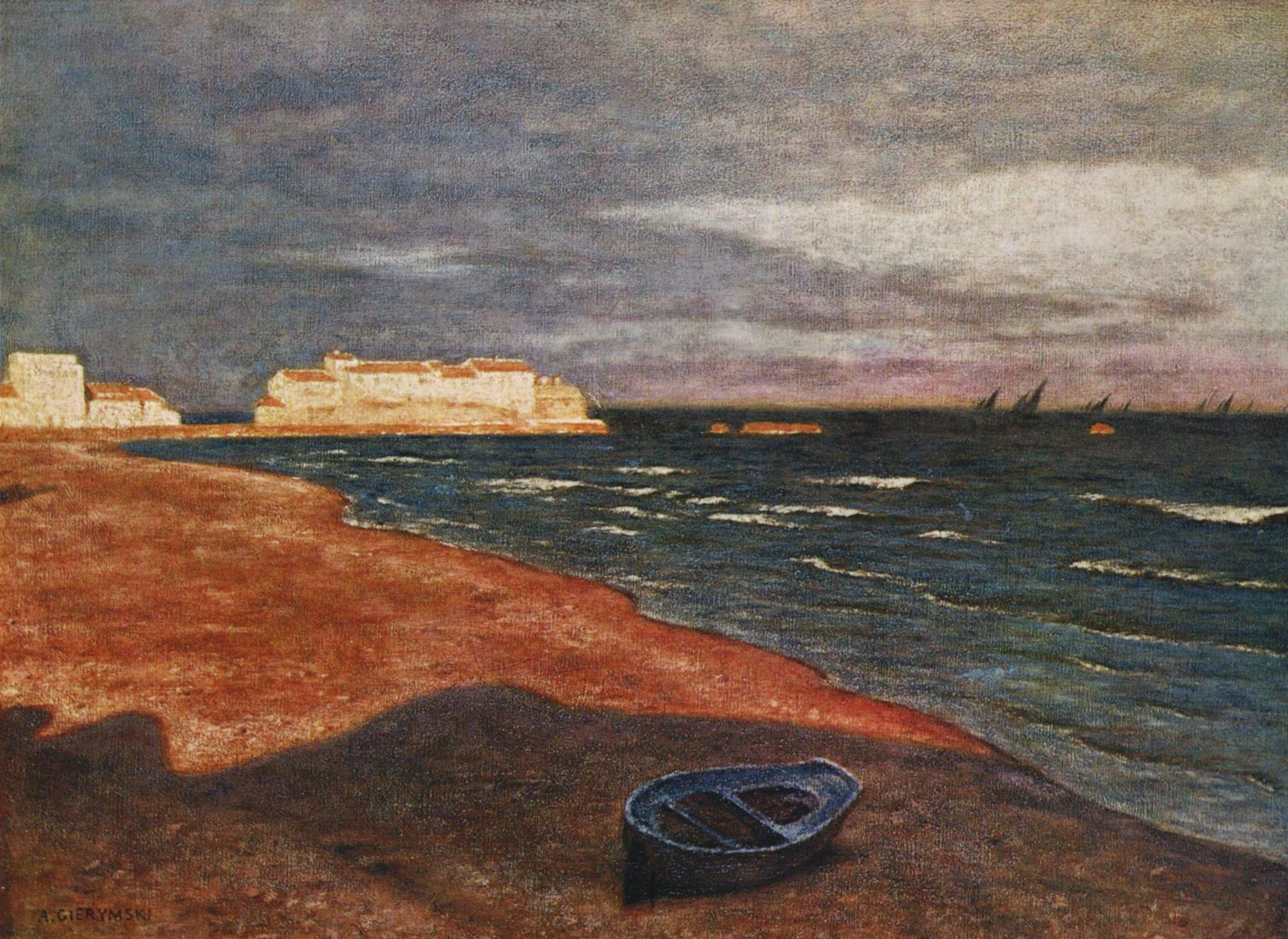
El mar (1901)